# Списак авио-компанија у Азербејџану
Ово је листа авио-компанија које тренутно послују у Азербејџану.

## Заказане авио-компаније
| Авио-компанија      | ИАТА | ИЦАО | Слика | Позивни знак | Авио-чвориште                      | Напомене                              |
| ------------------- | ---- | ---- | ----- | ------------ | ---------------------------------- | ------------------------------------- |
| Azerbaijan Airlines | J2   | AHY  |       | AZAL         | Међународни аеродром Хејдар Алијев | Национална авио-компанија Азербејџана |
| Buta Airways        | J2   | AHY  |       |              | Међународни аеродром Хејдар Алијев |                                       |

## Чартер авио-компаније
| Авио-компанија       | ИАТА | ИЦАО | Слика | Позивни знак | Авио-чвориште                      | Напомене |
| -------------------- | ---- | ---- | ----- | ------------ | ---------------------------------- | -------- |
| SW Business Aviation |      | ESW  |       | W-BUSINESS   | Међународни аеродром Хејдар Алијев |          |

## Карго авио-компаније
| Авио-компанија         | ИАТА | ИЦАО | Слика | Позивни знак  | Авио-чвориште                      | Напомене |
| ---------------------- | ---- | ---- | ----- | ------------- | ---------------------------------- | -------- |
| Azal Avia Cargo        |      | AHC  |       | AZALAVIACARGO | Међународни аеродром Хејдар Алијев |          |
| Silk Way Airlines      | ZP   | AZQ  |       | SILK LINE     | Међународни аеродром Хејдар Алијев |          |
| Silk Way West Airlines | 7L   | AZG  |       | SILK WEST     | Међународни аеродром Хејдар Алијев |          |